# Ulica Murckowska w Katowicach
Ulica Murckowska w Katowicach – arteria komunikacyjna w Katowicach. Na całej swojej długości jest częścią drogi krajowej nr 86. Swą nazwę zawdzięcza katowickiej dzielnicy Murcki.

## Przebieg
Ulica rozpoczyna swój bieg od węzła z ulicą Bagienną (DK 79) i aleją Walentego Roździeńskiego (S86). Dawniej węzeł ten nazywał się węzłem FSM. Następnie biegnie ponad potokiem Rawa, pod ul. 1 Maja i wiaduktem kolejowym (linia kolejowa Wrocław − Przemyśl). Prowadzi wzdłuż Doliny Trzech Stawów, kończąc swój bieg przy węźle Murckowska z al. Górnośląską (autostrada A4). Dalej zmienia nazwę na ul. Pszczyńską.

## Opis

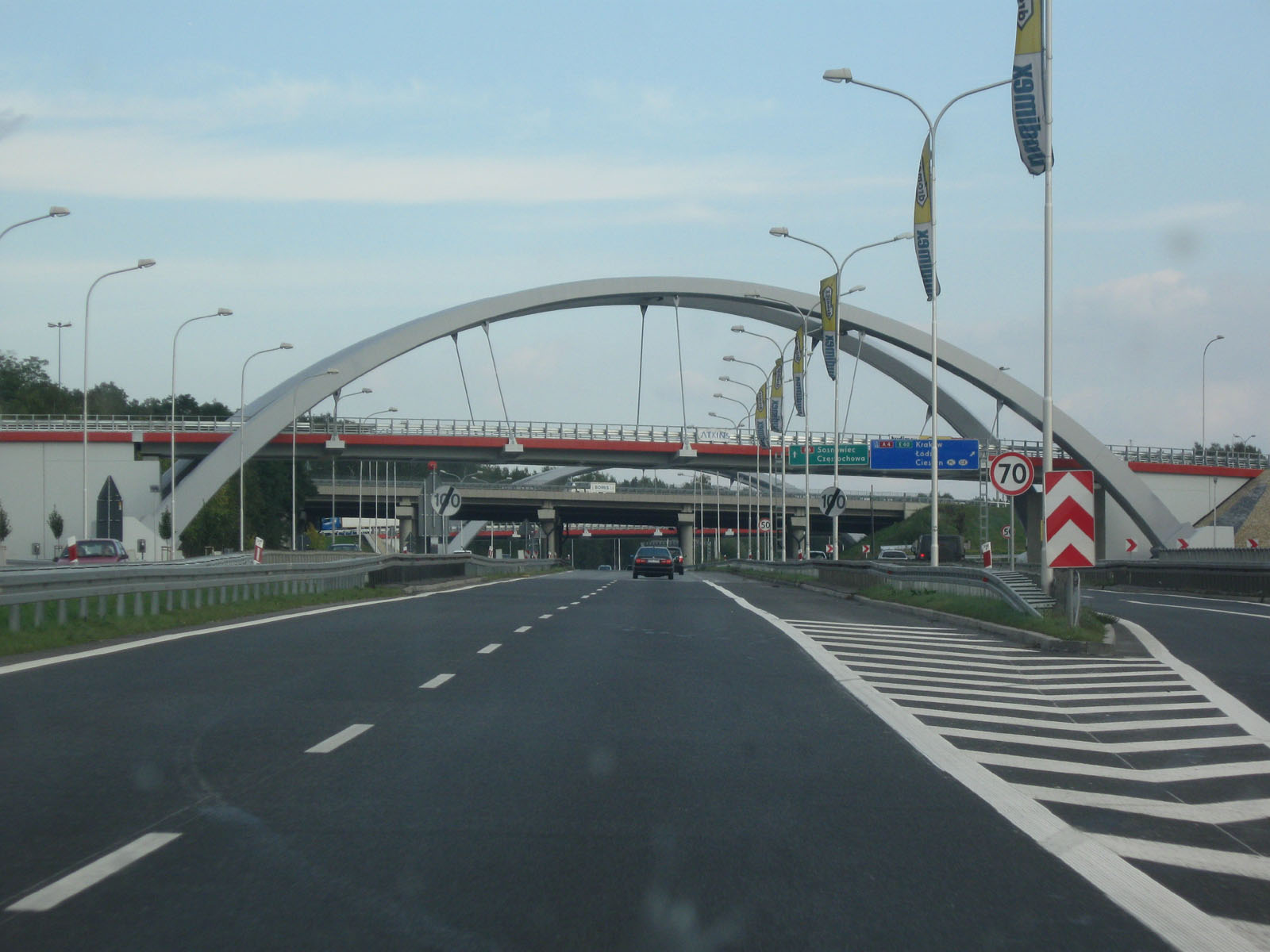
Węzeł „Murckowska”

Już około 1880 istniał wiadukt kolejowy nad obecną ul. Murckowską.
W dwudziestoleciu międzywojennym przy ul. Murckowskiej 1 funkcjonowało kino „Atlantic”.
W 1975 rozpoczęto przebudowę węzła w rejonie ulic Murckowskiej, Bagiennej i W. Roździeńskiego. W 1978 wyburzono kamienice czynszowe, zlokalizowane wzdłuż ul. Bohaterów Monte Cassino. Na ich miejscu powstały bloki mieszkalne; projektantem osiedla był Andrzej Trybuś.
W latach sześćdziesiątych XIX wieku na terenie gminy Janów wybudowano kolonię robotniczą Zuzanna dla pracowników kopalni „Susanne”. Wszystkie obiekty dawnej kolonii wyburzono w drugiej połowie XX wieku, w związku z modernizacją węzła i trasy FSM (obecnie węzeł „Murckowska”, ulice Pszczyńska i Murckowska).
Od lat siedemdziesiątych XX wieku do 1985 roku była częścią drogi państwowej nr 226, łączącej Katowice z Bielskiem-Białą, następnie po reformie sieci drogowej w grudniu 1985 roku stała się częścią drogi krajowej nr 1 i trasy europejskiej E75. Od 2000 roku znajduje się w ciągu drogi krajowej nr 86.
Przy ul. Murckowskiej znajduje się Centralny Cmentarz Komunalny w Katowicach, zabudowania huty Ferrum oraz kompleks biurowo-konferencyjny Europark. Przy ul. Murckowskiej 215 znajduje się przystań wodna oraz boisko do siatkówki plażowej w kompleksie „Dolina Trzech Stawów”. Ulicą Murckowską kursują linie autobusowe ZTM.
Na wysokości skrzyżowania z ul. Gospodarczą znajdują się dwie stacje paliw. W kierunku na Sosnowiec znajduje się stacja paliw nr 12 sieci Bliska (należąca do PKN Orlen) a po drugiej stronie, w kierunku na Tychy stacja nr 284 PKN Orlen z parkingiem dla tirów.
W latach 2008−2009 trwała przebudowa węzła Murckowska. Generalnym wykonawcą została firma Budimex Dromex (wyłoniona w drodze konkursu). Kontrakt na przebudowę wyniósł około 231 mln złotych. Obecnie węzeł jest przystosowany do przejazdu 100 000 aut dziennie.
W latach niemieckiej okupacji Polski (1939−1945) ulica nosiła nazwę Lettow Vorbeck Straße na cześć Paula von Lettow-Vorbecka − niemieckiego generała z okresu I wojny światowej.